# کولاب (جغرافیا)

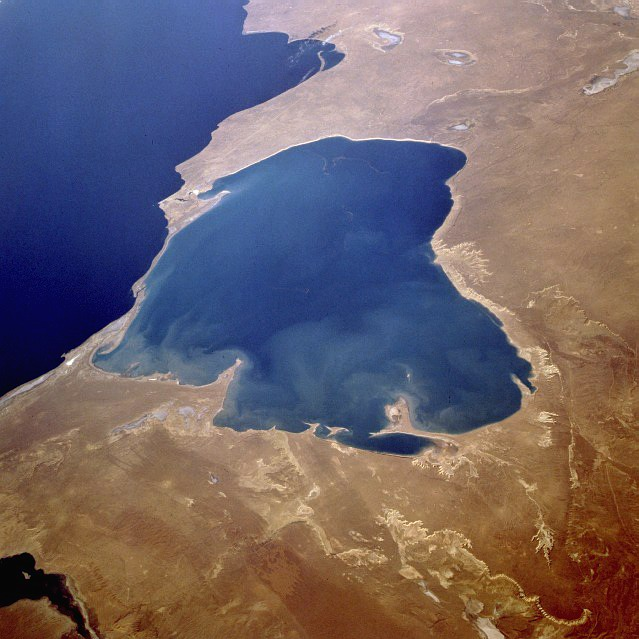
خلیج قره‌بغاز، در سواحل دریای خزر در ترکمنستان

کولاب (به انگلیسی: Lagoon) پهنهٔ آبی نسبتاً کم‌ژرفا با آب‌شور یا نیمه‌شور است که به‌واسطهٔ حائلی طبیعی، چو دیواره‌ای شنی، یا جزایر سدمانند یا صخره‌های دریایی، از پهنهٔ آبی بزرگ‌تری، چون دریا، جدا افتاده باشد. استخرهای تثبیت معمولاً به دو دستهٔ ساحلی و مرجانی تقسیم می‌شوند. طبقه‌بندی استخرهای تثبیت ساحلی و مصب‌ها گاه با یکدیگر همپوشانی دارد.
کولاب را در فارسی تالاب داخلی، خفت‌آب، دریاچهٔ مرجانی، تالاب، ایستاب، مرداب نیز گفته‌اند.

## نگارخانه

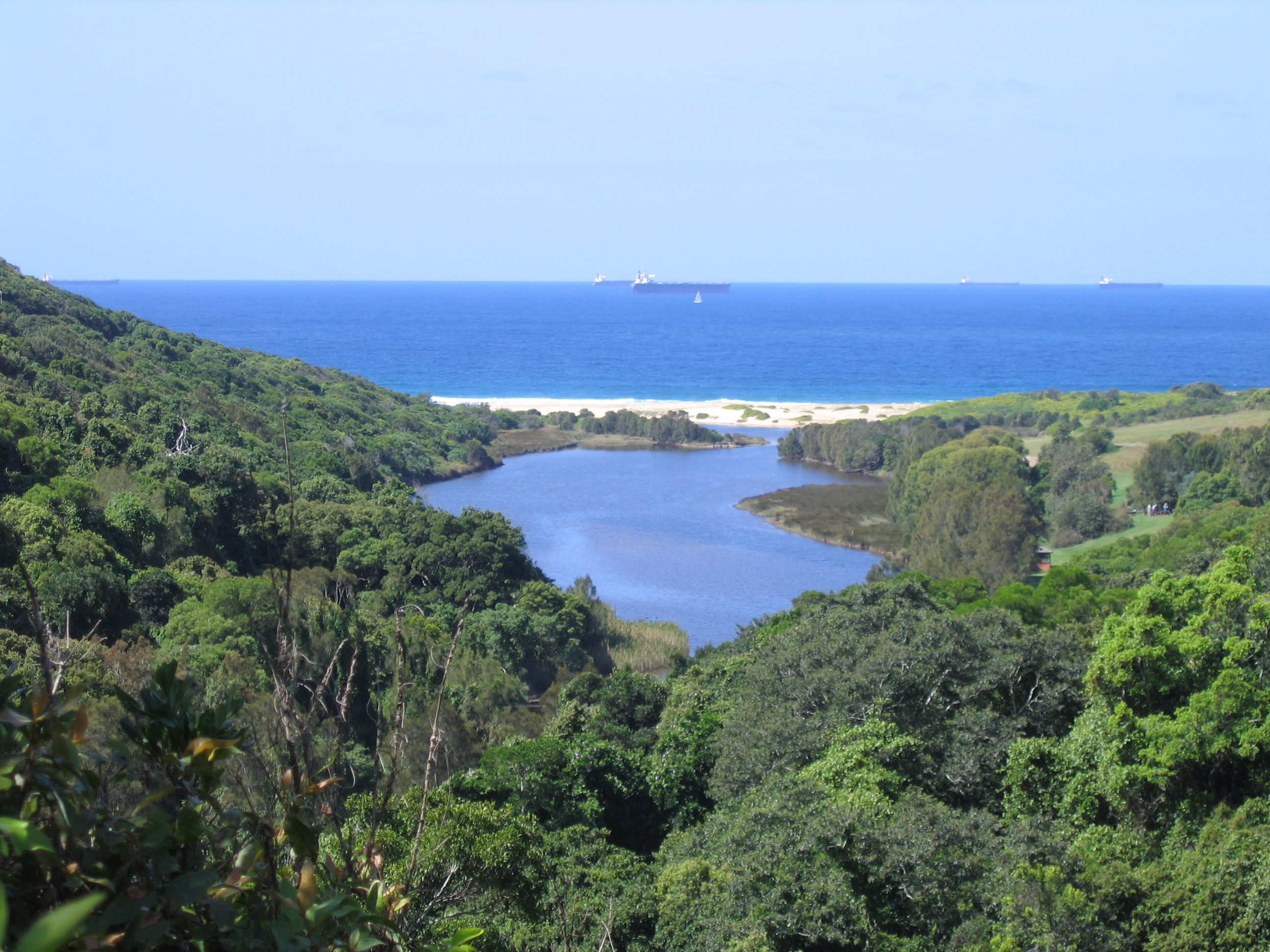
گلنراک لگون در استرالیا
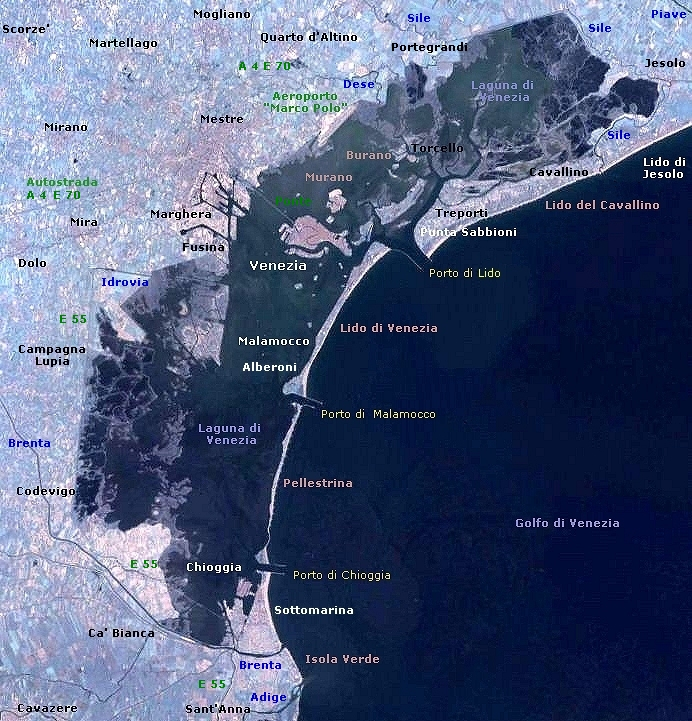
Venetian Lagoon از چشم ماهواره لندست ۱، ونتو (شمال شرقی ایتالیا)
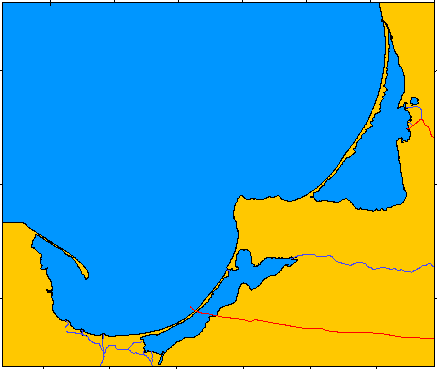
تالاب‌های ویستولا اسپیت و نواره کورونی در دریای بالتیک.
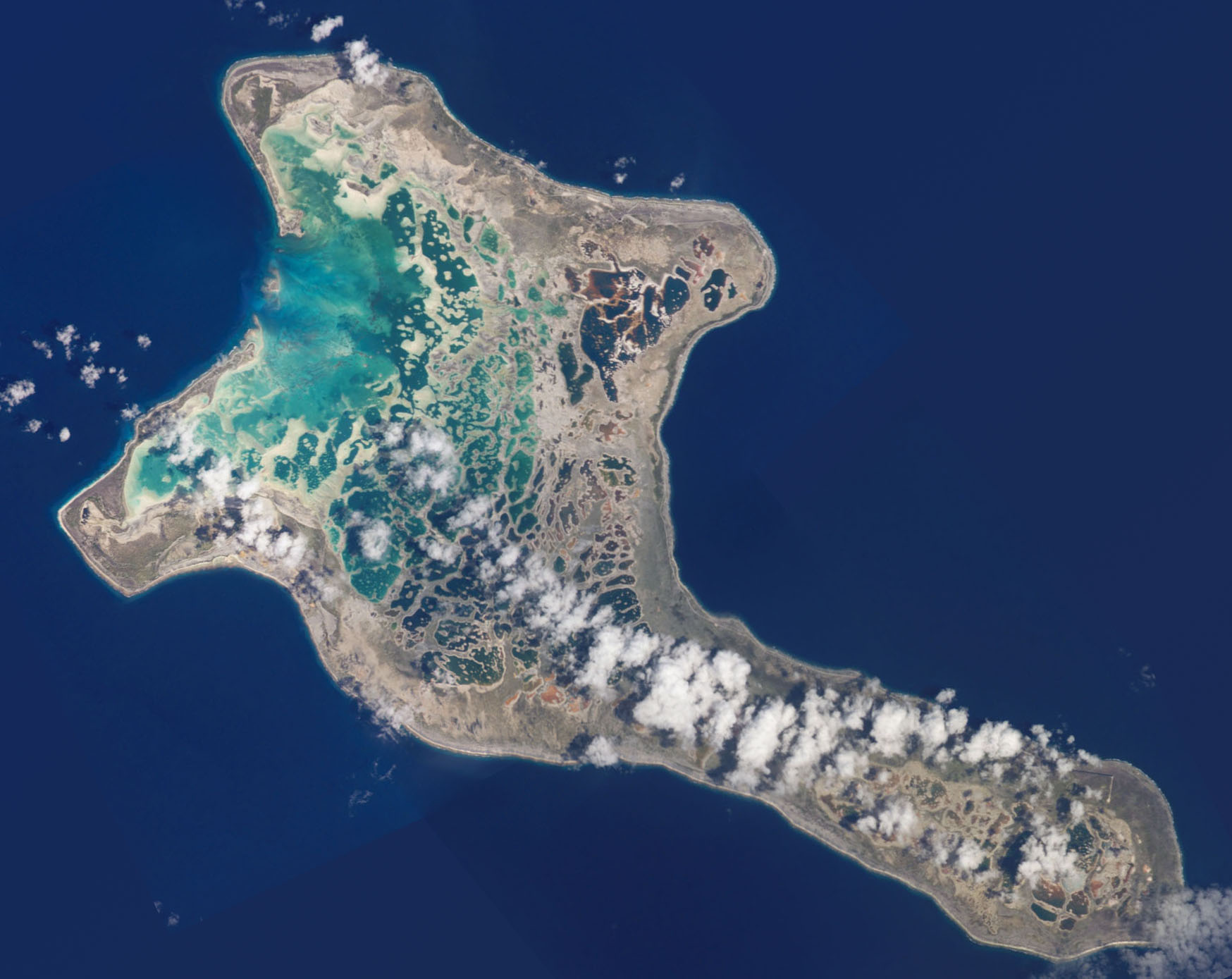
تقریباً نیمی از منطقهٔ کیریتیماتی تالاب داخلی است، مقداری آب شیرین و مقداری آب دریا.
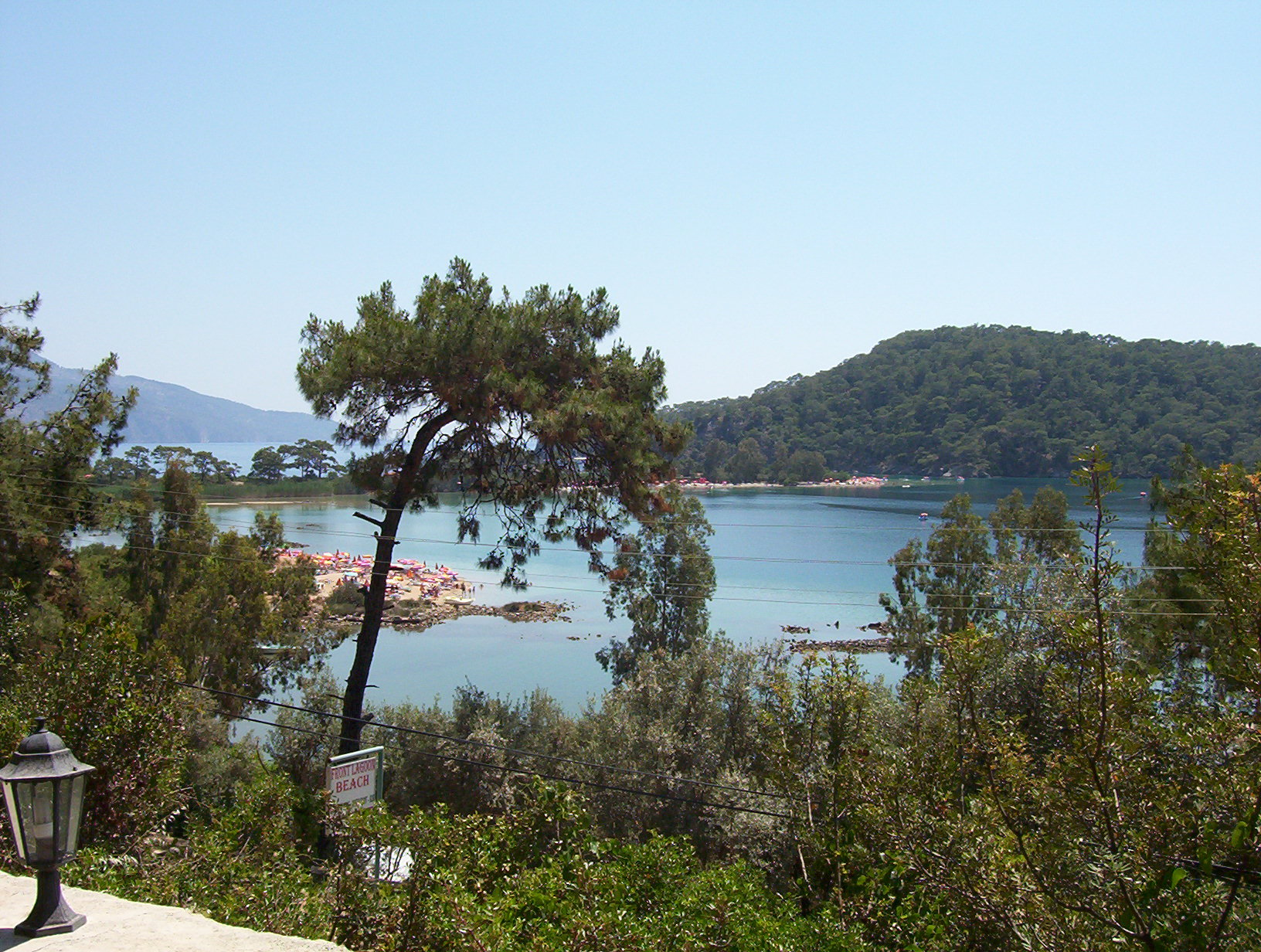
تالاب آبی، اولودنیز، ترکیه
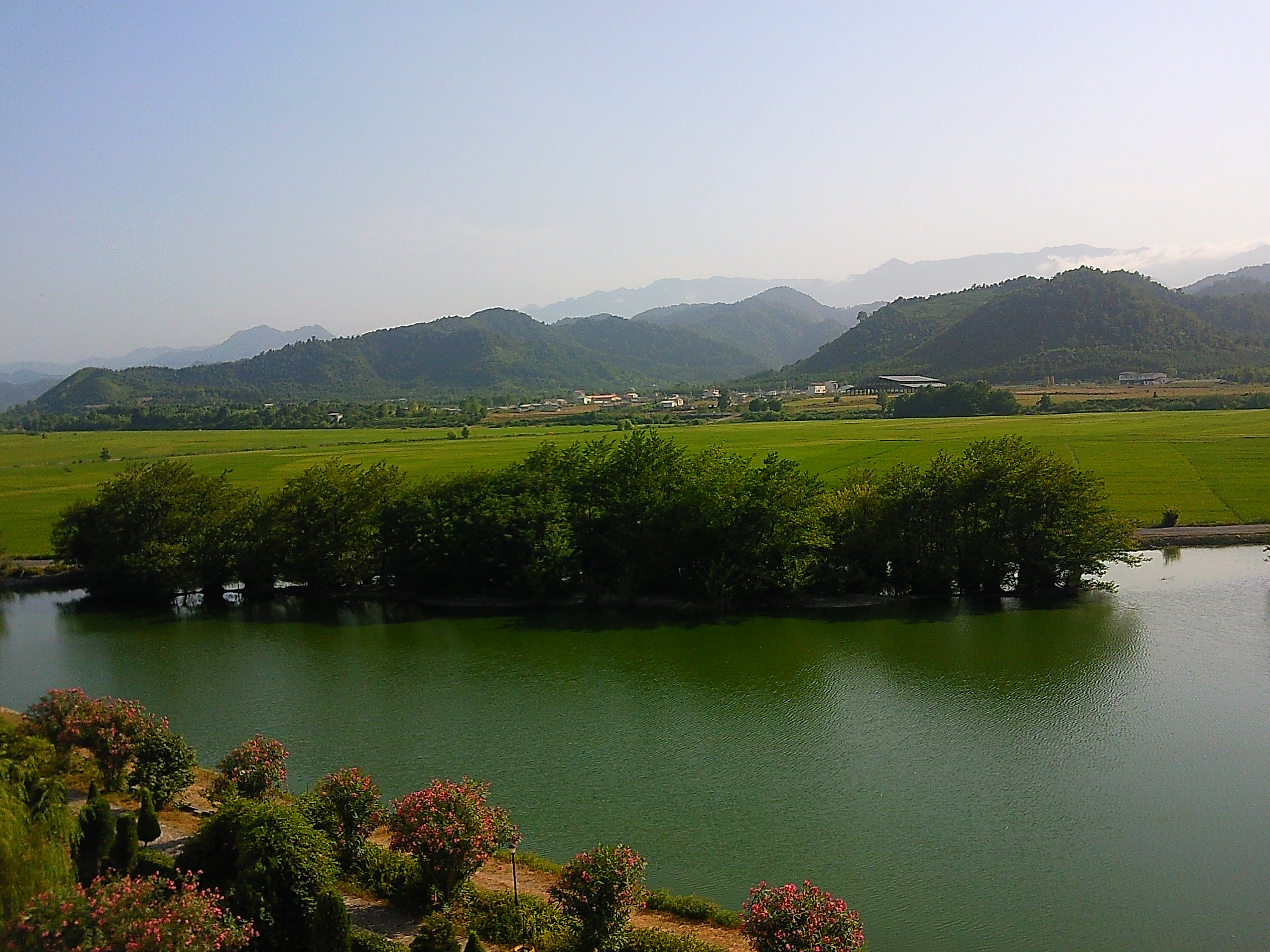
تالاب استیل، آستارا